# Clube Desportivo Onze Unidos
El Clube Desportivo Onze Unidos (crioll capverdià: Unzi Unidus) és un club de futbol capverdià de la ciutat de Vila do Maio a l'illa de Maio.

## Palmarès
- Lliga capverdiana de futbol:[4]

2001
- Copa capverdiana de futbol:[5]

2012
- Lliga de Maio de futbol:[6]

1992, 1995, 1995/96, 1998/99, 2000/01, 2001/02, 2002/03, 2003/04, 2004/05, 2008/09, 2010/11, 2016–17
- Copa de Maio de futbol:

2011/12, 2014/15, 2016/17, 2017–18
- Supercopa de Maio de futbol:

2014/15
- Copa de Campions de Maio:

2016/17